# Барбара Г. Адамс
Барбара Адамс (Лондон, 19. фебруар 1945 — Енфилд, 26. јун 2002) из Краљевског удружења уметности - ФРСА је била истакнути британски египтолог и стручњак за прединастичку историју. Радила је дуги низ година у Хиераконполису, где је била једна од директора експедиције. Пре тога је радила у Музеју египатске археологије „Петри“ у Лондону, и радила је на ископинама широм Британије.

## Рана каријера и музеј „Петри“
У 1962. години Адамс је постала асистент на Природњачком музеју. Пошто је специјализирала ентомологију рано у својој радној каријери и док је била ангажована у активностима Природњачког музеја, она је постала асистент Р. Б. Бенсона. Вештине научног поступка који се користе у музејским препаратима пребацили су је у одељење антропологије д-ра К. П. Окли 1964. године, где се упознала са артефактима добијених помоћу алатки и стекла знање за скелетну анатомију људи. Следеће године њен посао са професором Харијем Смитом обезбедио је подстицај за њену каријеру, положај Едварда Чеира за египатску археологију Универзитетског колеџа у Лондону, први пут заузет је од стране Сер В. М. Ф. Петри, који је извршавао Смит.
Њено прво практично искуство 1965. године било је ископавање у Јоркширу од стране Универзитета у Лидсу. Касније исте године она је помагала у ископавањима на гробљу у Винчестеру и на другим местима у Енглеској. Након контаката са артефактима из римско-британског локалитета на Драгонби у Линколнширу, на ископинама 1966. године, уследио је значајни сусрет са артефактима Хиераконполиса, у истој години. Отпутовала је у Египат током 1969. године и студирала теренске технике за археологију на Универзитету Кембриџ. Њен текст из 1974. године, на тему антички Хиераконполис показао је каталогизиране налазе Квибела и Грина, и био је допуњен похвалном објашњењу теренских белешки Ф. В. Грина. Своју литературну пажњу повремено у следећим годинама је посветила архивираним документима чуваним у музејима Велике Британије. Њено знање о колекцији Петри омогућило је њено именовање за асистента кустоса у музеју „Петри“.

## Хиераконполис и надаље
Адамс је била стручњак за грнчарство и предмете за ре-успостављена ископавања Мајкла А. Хофмана 1979—80. године, помажући на гробљу прединастичке елитне групе, и радила је на локалитету све до 1986 године. У 1981. години радила је као асистент Волтера Ферсервиса у Нехану и поново у 1984 години. Након Хофманове смрти, Адамс и Фридман су постали ко-директори ископина, која су продужила све до 1996. године. Она је заслужна за откриће претходно непознатих погребних маски и статуе у природној величини. Била је уредник „Шир еџиптолоџи сиријз“ (укупно 25 књига). Њен завршни рад се засновао на фрагментима вазе из гробља у Абидосу.